# Ager publicus
Ager publicus maakte een groot gedeelte uit van het Romeinse staatseigendom (domeingoed), en was door veroveringen, soms door schenking verkregen.

## Privébezit
Deze ager publicus werd gedeeltelijk aan Romeinse burgers verkocht, en zulke akkers noemde men agri quaestori, omdat de quaestors voor de verkoop zorg droegen.
Andere gedeelten waren voor godsdienstige doeleinden bestemd, en aan tempels of priestergenootschappen zowel in eigendom als in vruchtgebruik afgestaan, de zogenaamde agri consecrati.
Ook werden stukken van de ager publicus niet aan burgers geschonken (assignatio), hetzij persoonlijk toegewezen (viritim), wanneer enkele personen voor zich land verkregen, of in gemeenschap, namelijk aan coloniae. Zulke verdelingen werden steeds geregeld door een commissie van drie of meer dan drie personen.

## Staatsbezit
Het grootste deel van de ager publicus bleef echter staatsdomein, hetwelk op verschillende wijze werd gebruikt.
Vele stukken werden na verovering aan de vroegere eigenaars teruggegeven (agri redditi), tegen een vaste opbrengst.
Andere stukken werden aan enkele burgers voor gebruik afgestaan (in possessionem tradita of concessa) en de landerijen zelf heetten possessiones. Deze bezittingen konden wel door de bezitter worden vermaakt of verkocht, maar werden echter nooit bijzonder eigendom, daar de staat zijn eigendom, ook na verloop van eeuwen, kon terugvorderen. De bezitters betaalden daarvoor aan de staat een zekere opbrengst, die de publicani in massa pachtten en dan van de bijzondere personen inden. Het verpachten van deze inkomsten door de staat heette agrum fruendum locare, agrum locare en vendere.
De onbebouwde velden werden tot weiland voor het vee afgestaan (scriptura), of voor een tijdelijke inbezitneming vrijgelaten, zodat de burgers deze landerijen mochten bezitten en bebouwen, echter eveneens in ruil voor het afstaan van een deel van de opbrengst. Deze heetten possessiones relictae, loca relicta.

## Referentie
- art. Ager publicus, in F. Lübker - trad. ed. J.D. Van Hoëvell, Classisch Woordenboek van Kunsten en Wetenschappen, Rotterdam, 1857, p. 32.